# Cynthia Ann Parker
Cynthia Ann Parker, nota anche con lo pseudonimo di Preloch (in comanche: Na'ura; Contea di Crawford, 28 ottobre 1827 – Contea di Anderson, 1870), è stata una donna rapita dai Comanche nel 1836 e diventata sposa del condottiero Peta-nocona. Ha avuto tre figli, il maggiore dei quali è Quanah Parker.

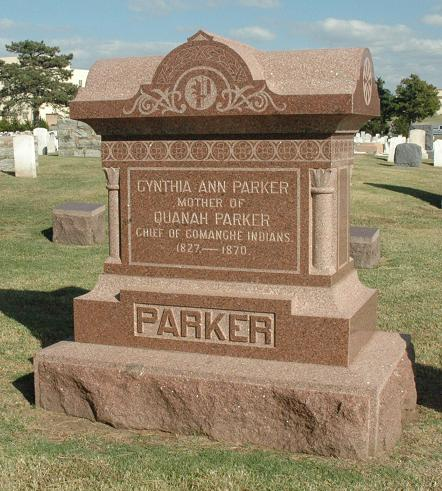
Tomba di Cynthia Ann Paker in Oklahoma

La figura di Cynthia Ann Parker ha ispirato personaggi dei film Sentieri selvaggi e Balla coi lupi.